# Sân bay Antonio Rivera Rodríguez
Sân bay Antonio Rivera Rodríguez (IATA: VQS, ICAO: TJVQ, LID FAA: VQS) là một sân bay nhỏ ở đảo Vieques, Puerto Rico. Sân bay này đóng vai trò quan trọng với đảo này vì một nguồn thu lớn của Vieques là từ ngành du lịch. Trong nhiều thập kỷ, đây là trung tâm của hãng hàng không Vieques Air Link. Đầu năm 2005, chính quyền đã thông báo kéo dài đường băng của sân bay.

## Các hãng hàng không và các tuyến điểm
- Air Culebra
- Cape Air (San Juan)
- Isla Nena Air
- Vieques Air Link (Fajardo, San Juan, St. Thomas [bắt đầu mùa Đông năm 2007])